# Snow White's Poison Bite
Snow White's Poison Bite er et post-hardcore band fra Joensuu i Finland. Deres musik kan også beskrives som rock, screamo eller metal. Bandet er meget inspireret af horror. Bandet blev grundlagt i starten af 2007 af Allan ”Jeremy Thirteenth” Cotterill, Juuso Puhakka, Tuomo Korander og Teemu Leikas. Senere, i 2008, blev bandet en helhed da bassist Jarkko Penttinen trådte til. I slutningen af 2009 forlod Juuso Puhakka bandet pga. personlige og musikalske uoverensstemmelser, så nu er bandet en kvartet. Forsangeren Allan Cotterill blev født i Storbritannien, men har boet i Finland siden han var teenager, resten af bandmedlemmerne er finnere.
I maj 2008 vandt Snow White's Poison Bite bandkonkurrencen "Big Boom". Præmien var tre dage i et studie og en koncert på en velkendt midsommer festival, Himos festival. I maj 2009 var Snow White's Poison Bite opvarmningsband for det amerikanske post-hardcore band Alesana i Helsinki. De har også spillet på Music Against Drugs touren i Finland, som er en del af Youth Against Drugs (YAD) organisationen.
I begyndelsen af 2009 skrev Snow White's Poison Bite under på en kontrakt med Poko Rekords/EMI Finland. I februar 2009 udgav Poko Snow White's Poison Bite’s første EP ”Drama Through Your Stereo”. I 2010 skrev Snow White's Poison Bite under på en kontrakt med Sound Of Finland's Hyeena Trax -label og udgav to singler, "Valentine's Doom" som gratis download og "Kristy Killings". Debut albummet ”The Story of Kristy Killings”, udkomm den 27. oktober 2010. Den japanske udgivelse sker gennem Marquee/Avalon.

## Medlemmer

### Nuværende
- Allan "Jeremy Thirteenth" Cotterill – Vokaler
- Tuomo Korander – Guitar
- Teemu Leikas – Trommer
- Jarkko Penttinen – Bas

### Tidligere
- Juuso Puhakka (2007-2009) – Screams

## Diskografi

### Selv udgivelser/EP'er/Singler
- Snow White’s Poison Bite (EP 2008, selvudgivelse)
- Drama Through Your Stereo (EP 2009, Poko Rekords)
- Valentine's Doom (single 2010, Sound Of Finland)
- Kristy Killings (single 2010, Sound Of Finland)
- The End Of Prom Night (single 2010, Sound Of Finland)

## Links
- snowwhitespoisonbite.com Arkiveret 27. oktober 2020 hos  Wayback Machine
- SWPB's danske street team
- SWPB Forum